# 北宇智駅
北宇智駅（きたうちえき）は、奈良県五條市住川町にある、西日本旅客鉄道（JR西日本）和歌山線の駅である。
第2回近畿の駅百選に選定されている。

## 歴史
- 1896年（明治29年）10月25日：南和鉄道の葛駅（現在の吉野口駅） - 五条駅 - 二見駅（のちの川端駅）間延伸により開業[1][2]。
- 1904年（明治37年）12月9日：南和鉄道の路線を関西鉄道が承継し、同社の駅となる[1]。
- 1907年（明治40年）10月1日：関西鉄道が鉄道国有法により国有化され、帝国鉄道庁の駅となる[1][2]。
- 1909年（明治42年）10月12日：線路名称が制定され、和歌山線の所属となる[1]。
- 1963年（昭和38年）7月1日：貨物の取り扱いを廃止[2]。
- 1984年（昭和59年）
  - 2月1日：荷物扱い廃止[2]。
  - 10月20日：無人駅となる[3]。
- 1987年（昭和62年）4月1日：国鉄分割民営化により、西日本旅客鉄道（JR西日本）の駅となる[1][2]。
- 2006年（平成18年）3月18日：スイッチバック運行時の運行方式を変更。
- 2007年（平成19年）
  - 3月18日：スイッチバック解消。仮設ホームを設置し、1面1線の棒線駅となる[1]。
  - 7月25日：ホームの工事が完成。
- 2018年（平成30年）3月17日：ICカード「ICOCA」の利用が可能となる。ICカード専用簡易改札機で対応。

## 駅構造

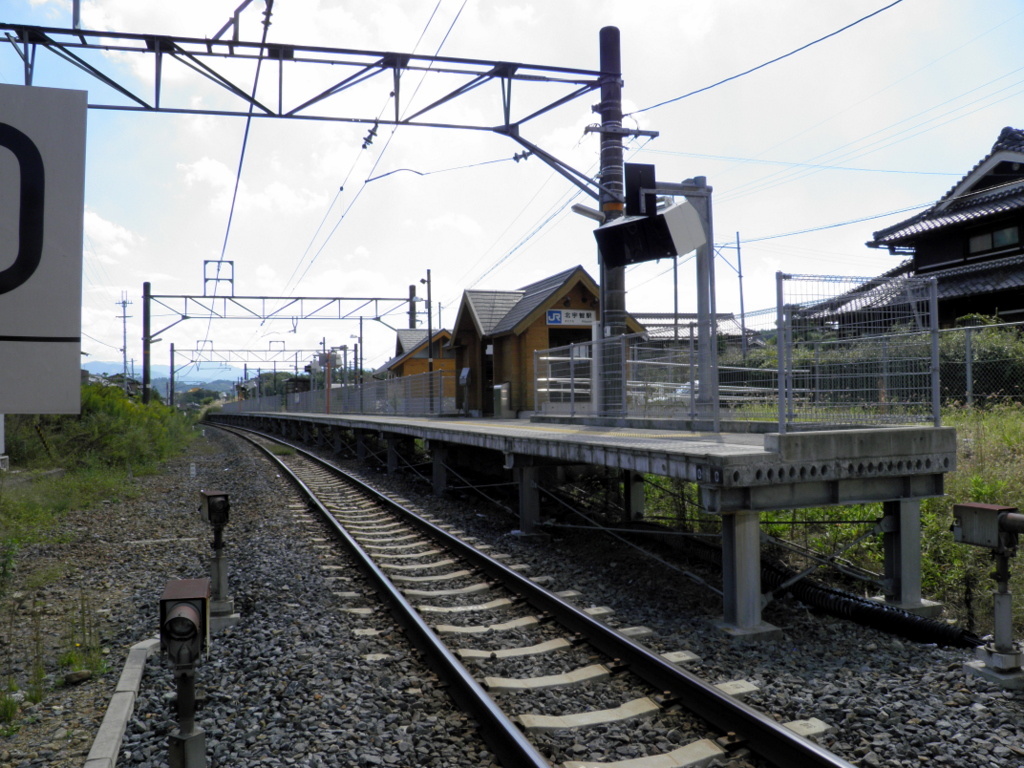
スイッチバック解消後のホームと駅舎（2010年10月）

五条方面に向かって右側に、単式ホーム1面1線を有する地上駅（停留所）。駅舎はログハウス風待合室があるだけのごく簡素なもので、その中に直立式自動券売機が設置されている。バリアフリー化されており、駅入口にはスロープや手すりの設備も整っている。ICOCAは簡易ICOCA改札機による対応である。
王寺駅が管理している無人駅である。
トイレは、駅舎横に設置されている。
後述のスイッチバックの解消に伴って新しい駅舎とホームが建設され、旧ホーム付近の跨線橋および架線は撤去された。そのほかの設備は10年近く撤去されることなく残っていた（旧駅内および入換線は柵で囲われ立入禁止）が、2017年になって旧駅舎と信号機器室が解体されている。

## スイッチバック（現在は解消）
当駅は2007年3月18日まで、駅に停車するためにスイッチバックが必要な構造となっており、関西2府4県では唯一の例であった。最急勾配こそ20パーミル程度だが、開業時は蒸気機関車の牽引する列車ばかりだったため必須の設備であった。その後に蒸気機関車は廃止となり、やがて電化されたためにスイッチバックの必要性は薄れたが、設備は残されていた。
その当時は相対式ホーム2面2線を有し、列車の交換を行うことができた。駅舎側が1番線、向かいが2番線で、それぞれ五条方面ゆきと王寺方面行きであった。五条方面から当駅に停車する場合には、まず引上線に入り、そこからスイッチバックして駅に入線した。王寺方面からはこれと逆の行程である。なお、列車が当駅を通過する場合にはスイッチバックをする必要はなく、駅構内および引上げ線に入らずそのまま渡り線を通ることができた。また、スイッチバックによる入換作業中は4分程度遮断機が下りたままになるため、駅北方にある踏切道にはその旨が書かれた看板が立てられていた。
スイッチバックをする際、運転士は運転席を移動せずに車掌の無線による誘導で上半身を運転席から外に乗り出して後退していたが、2006年3月18日のダイヤ改正以後、運転席を移動するようになった。しかし、2006年3月23日および27日に運転士のATSの入れ忘れ事故が立て続けに発生したため、事故防止策としてスイッチバックを廃止することとなった。
2007年3月17日22時頃 - 3月18日9時頃は全列車が北宇智駅を通過。3月18日9時頃 - 17時30分頃は吉野口駅 - 五条駅間を運休として線路の切替え作業が行われ、この間は吉野口駅 - 五条駅間で代行バスが運行された。このスイッチバックの解消に伴い、吉野口駅 - 五条駅間の営業キロが0.4km短縮され、区間によっては運賃が値下げとなった。

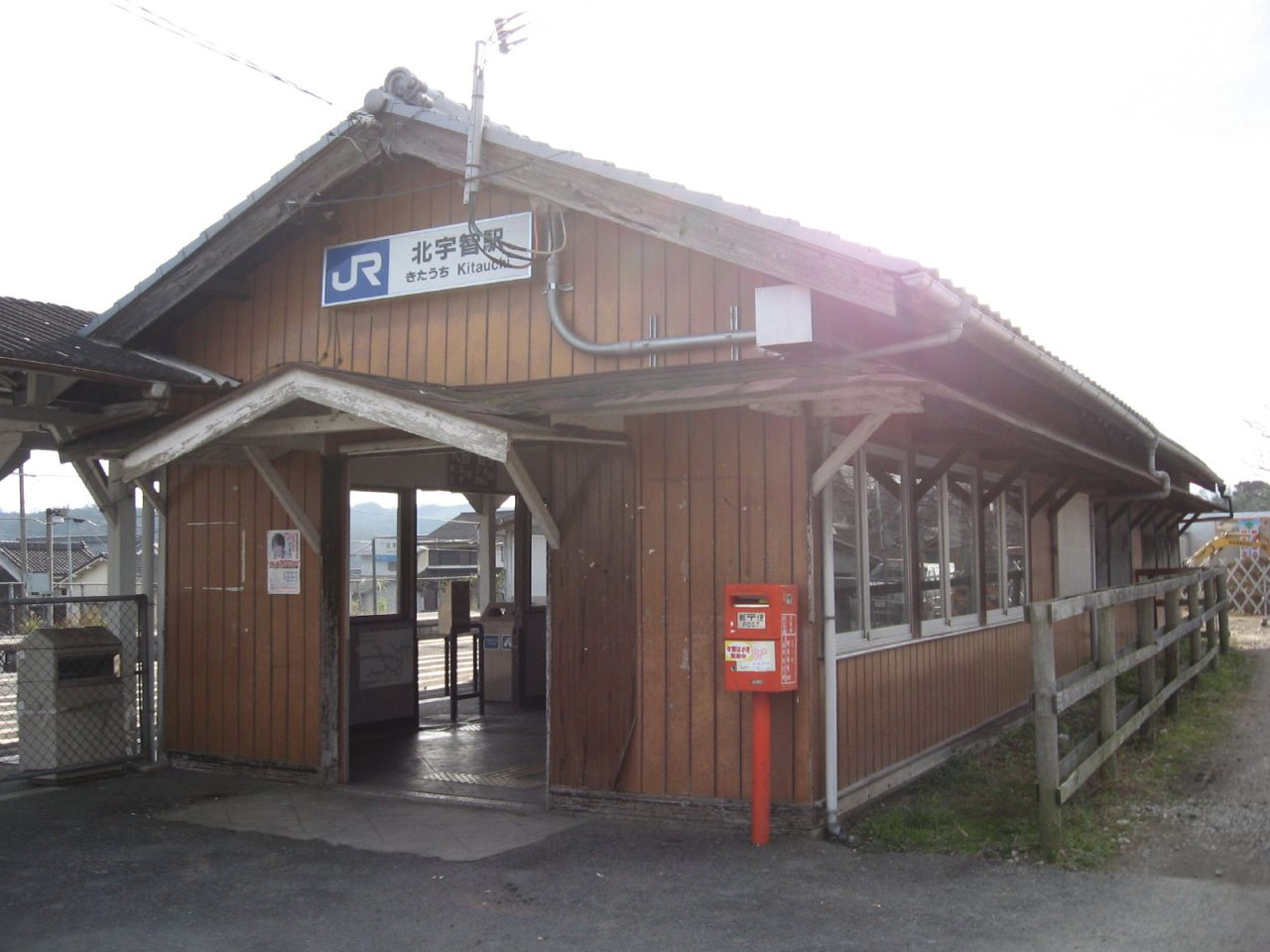
旧駅舎(2006年12月)
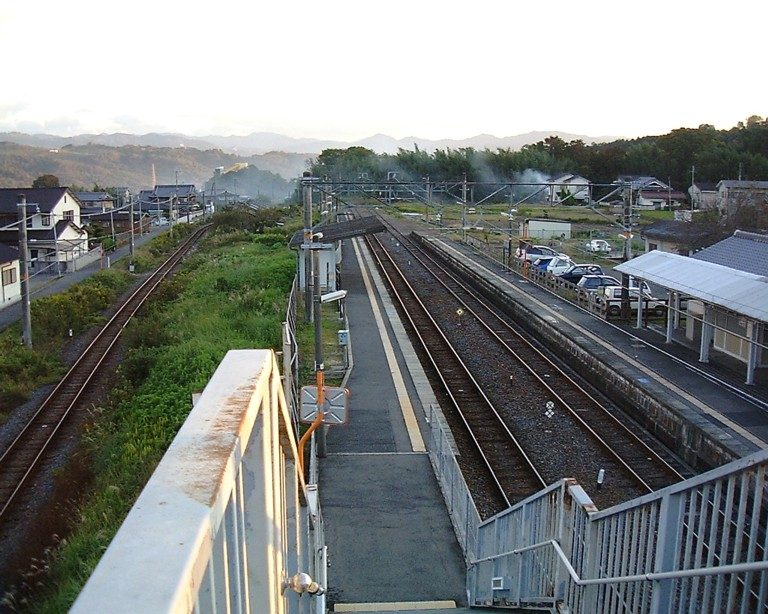
旧跨線橋(撤去済)上から旧駅構内、五条方を望む。左側の単線が本線。(2002年11月)
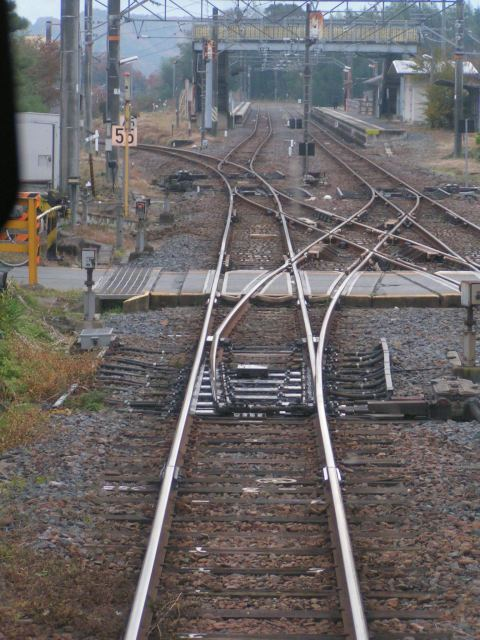
旧引き上げ線から住川街道踏切、駅構内を望む。(2005年12月)
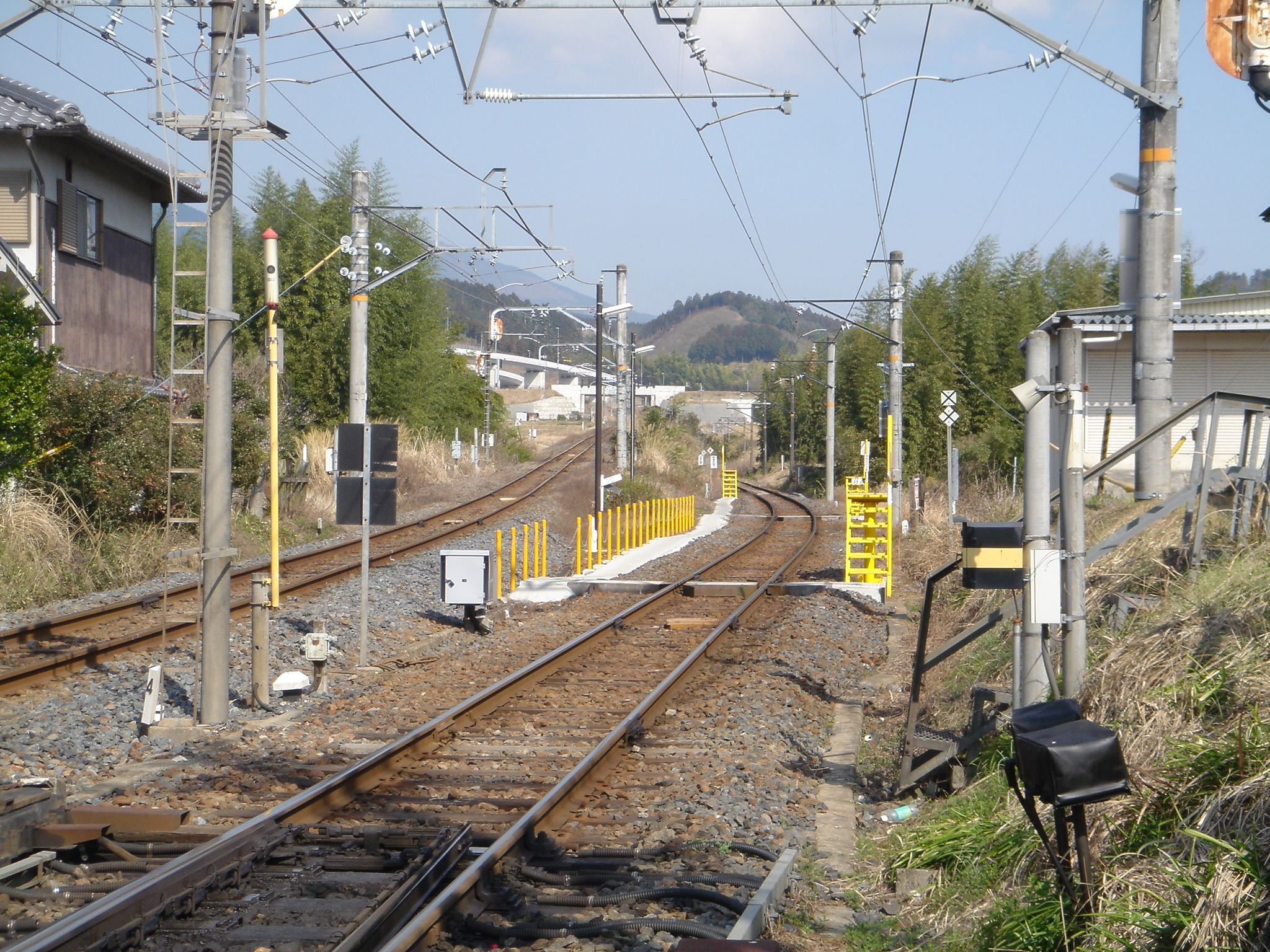
旧引き上げ線(2007年3月)
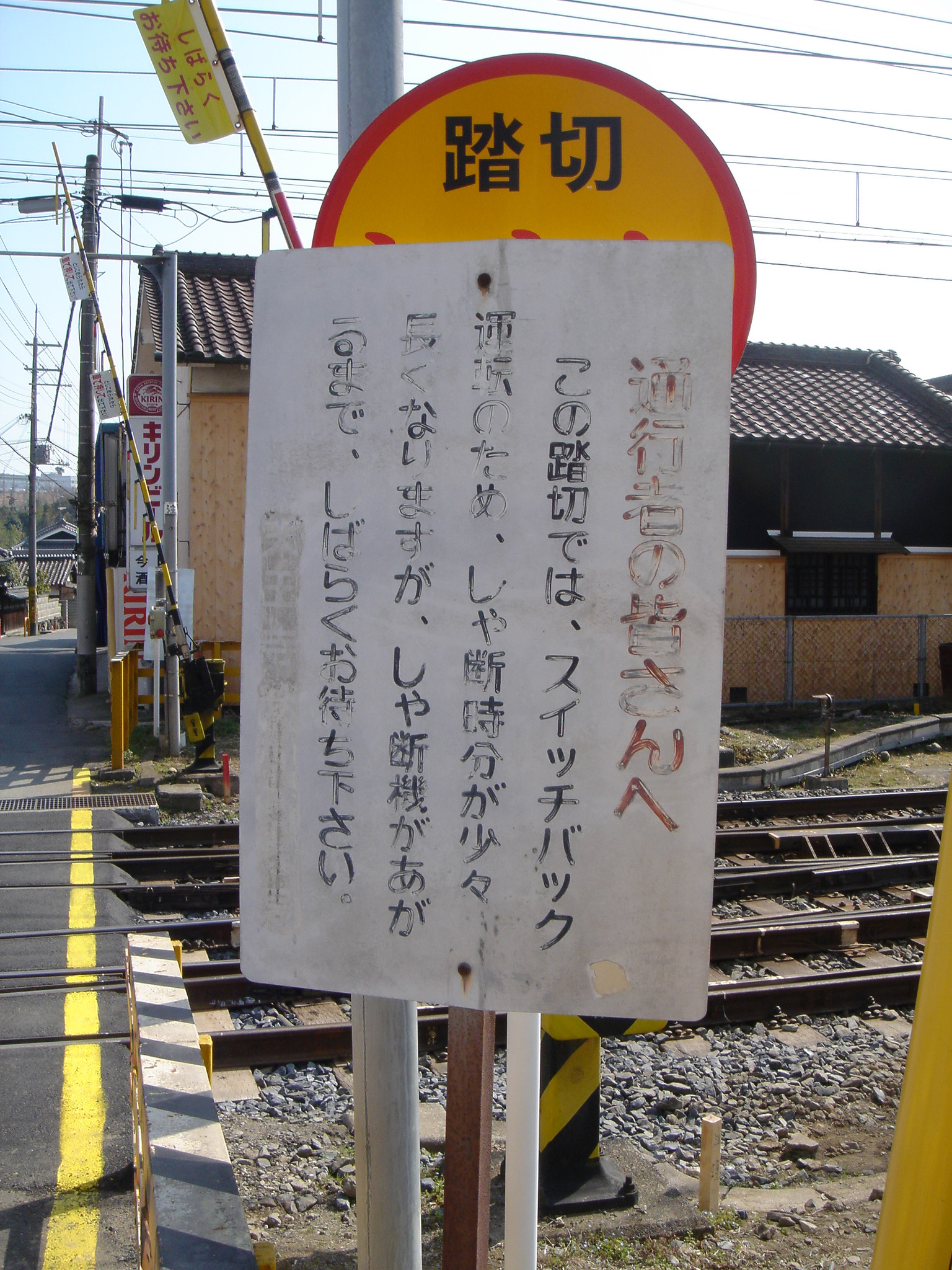
踏切の閉鎖時間が長いことをことわる看板。(2007年3月)
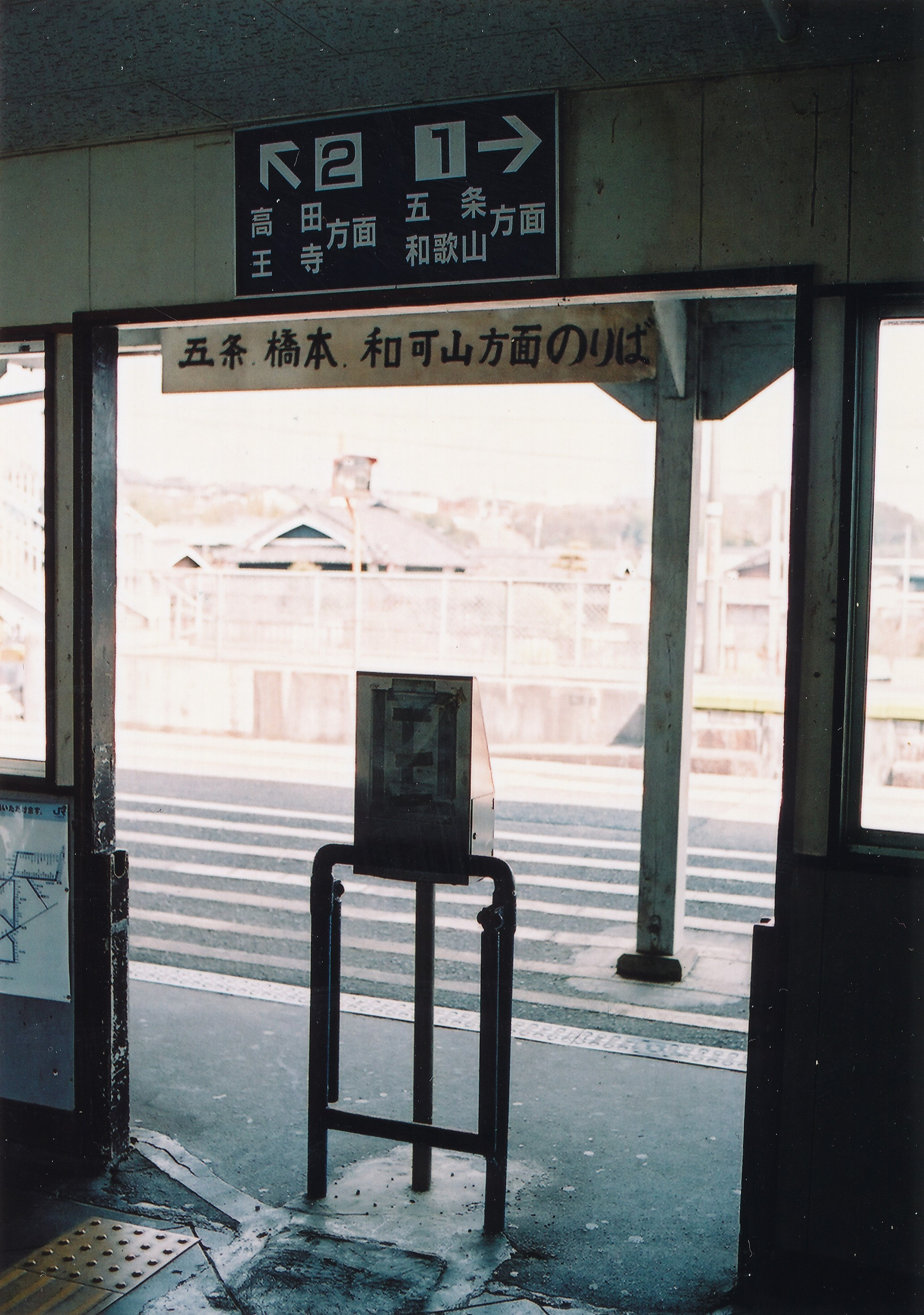
高田、王寺方面は跨線橋から対面ホーム　案内看板(2007年1月)

## 利用状況
JR西日本の移動等円滑化取組報告書によれば、2023年度の1日平均乗降人員は314人。「奈良県統計年鑑」によると、1日の平均乗車人員は以下の通りである。
| 年度   | 1日平均 乗車人員 |
| ------ | ---------------- |
| 2005年 | 187              |
| 2006年 | 181              |
| 2007年 | 194              |
| 2008年 | 179              |
| 2009年 | 179              |
| 2010年 | 183              |
| 2011年 | 176              |
| 2012年 | 191              |
| 2013年 | 195              |
| 2014年 | 190              |
| 2015年 | 203              |
| 2016年 | 192              |
| 2017年 | 191              |
| 2018年 | 186              |
| 2019年 | 178              |
| 2020年 | 136              |

## 駅周辺
- 北宇智郵便局
- 五條警察署五條北交番
- 五條市立北宇智小学校
- 五條市立北宇智保育所
- 北宇智体育館
- 北宇智公民館
- テクノパーク・なら（工業団地）
- エルベタウン五條・ルネッサンスコート（住宅地）
- 奈良県農業協同組合（JAならけん）北宇智支店
- 阿弥陀寺
- つじの山古墳[7]
- 金剛山登山口
- 藤岡家住宅
- 京奈和自動車道（五條道路）
- 国道24号
- 奈良県道120号五條高取線
- 奈良県道169号北宇智停車場線
- 宇智川

### 路線バス
奈交バス住川（すがわ）停留所（当駅より徒歩約250m東方）
- 五條バスセンター、大和八木駅、大和高田駅、福神駅、十津川温泉、新宮駅方面

### タクシー路線
五條市コミュニティバス
- ゴーちゃんタクシー
  - 北宇智方面コース
    - 駅周辺と五条駅方面を結ぶエリアタクシー（要予約）[8]。

※かつてはコミュニティバス（県営南和団地 行、JR五条駅 行、県立五條病院 行）を運行していたが、2021年に廃止された。

## 隣の駅
西日本旅客鉄道（JR西日本）
 和歌山線
■快速（大和路線直通）・■普通
吉野口駅 - 北宇智駅 - 五条駅